# Zuse Z11
Die Zuse Z11 war der erste selbst in Serie produzierte Computer der Zuse KG und damit der erste in Deutschland. Sie wurde 1955 entwickelt und wog 800 kg. Die Z11 basierte auf Relais- und Schrittschaltungen. Ab 1957 konnte die Z11 über Lochstreifen programmiert werden. Ihr Energieverbrauch betrug 2 kW, und sie arbeitete mechanisch mit einer Frequenz von 10 bis 20 Hz.

## Geschichte
Die Architektur orientierte sich an der des von Konrad Zuse im Jahr 1942 im Zweiten Weltkrieg konstruierten Spezialmodell S1. Unabhängig von Zuse hatte Heinrich Seifers zwischen Februar 1952 und Juli 1954 beim Flurbereinigungsamt in München den Spezialrechner SM 1 entwickelt, der mit fest verdrahteten Schaltungen Berechnungen ausführen konnte und ähnlich wie die S1 arbeitete. Seifers wurde in der Folge von der Zuse KG angeworben und an der Entwicklung der Z11 beteiligt, die sich stark an Seifers SM 1 orientierte.
Der Entwicklungsbeginn der Zuse Z11 war 1954. Der Hauptentwickler war Konrad Zuse, mit Unterstützung eines kleinen Teams der Zuse KG. Eine der ersten Auslieferungen war im Frühjahr 1956 an die Optischen Werke Carl Zeiss, in Betrieb ging die Z11 im Juni 1956. Spätestens ab der Vorstellung auf der Hannover-Messe im Jahr 1957 konnte man den Computer auch frei mit Lochstreifen programmieren. Es wurden insgesamt 48 Geräte ausgeliefert, die zu einem Kaufpreis von rund 120.000 Deutsche Mark angeboten wurden.

## Funktionsweise
Die Grundversion der Z11 verfügte über 1665 Relais und 28 Drehwähler. Sie war für Anwendungen in Geodäsie und Optik fest verdrahtet. Ein Datenwort hatte 27 Bits, und es gab je nach Ausführung 10 bis 26 Speicherstellen.
Pro Sekunde konnte der Rechner fünf Additionen, zwei Multiplikationen oder eine Division durchführen. Die Eingabe erfolgte über eine Zahlen-Tastatur oder über Drehwähler, die Ausgabe erfolgte entweder über eine Schreibmaschine oder per Lochstreifen. Die Z11 konnte durch den Anschluss einer Lochstreifensteuerung zu einem Universalrechner erweitert werden. Eingaben erfolgten über ein Zahlenfeld, die Ausgabe erfolgte meistens per Lochstreifen.
Die ersten fest verdrahteten Programme dienten wie der Vorgänger SM 1 der Flurbereinigung. Es wurden Programme zur Berechnung im Gauß-Krüger-Koordinatensystem sowie für das damals bereits veraltete Soldner-Koordinatensystem angeboten.

## Anwendung

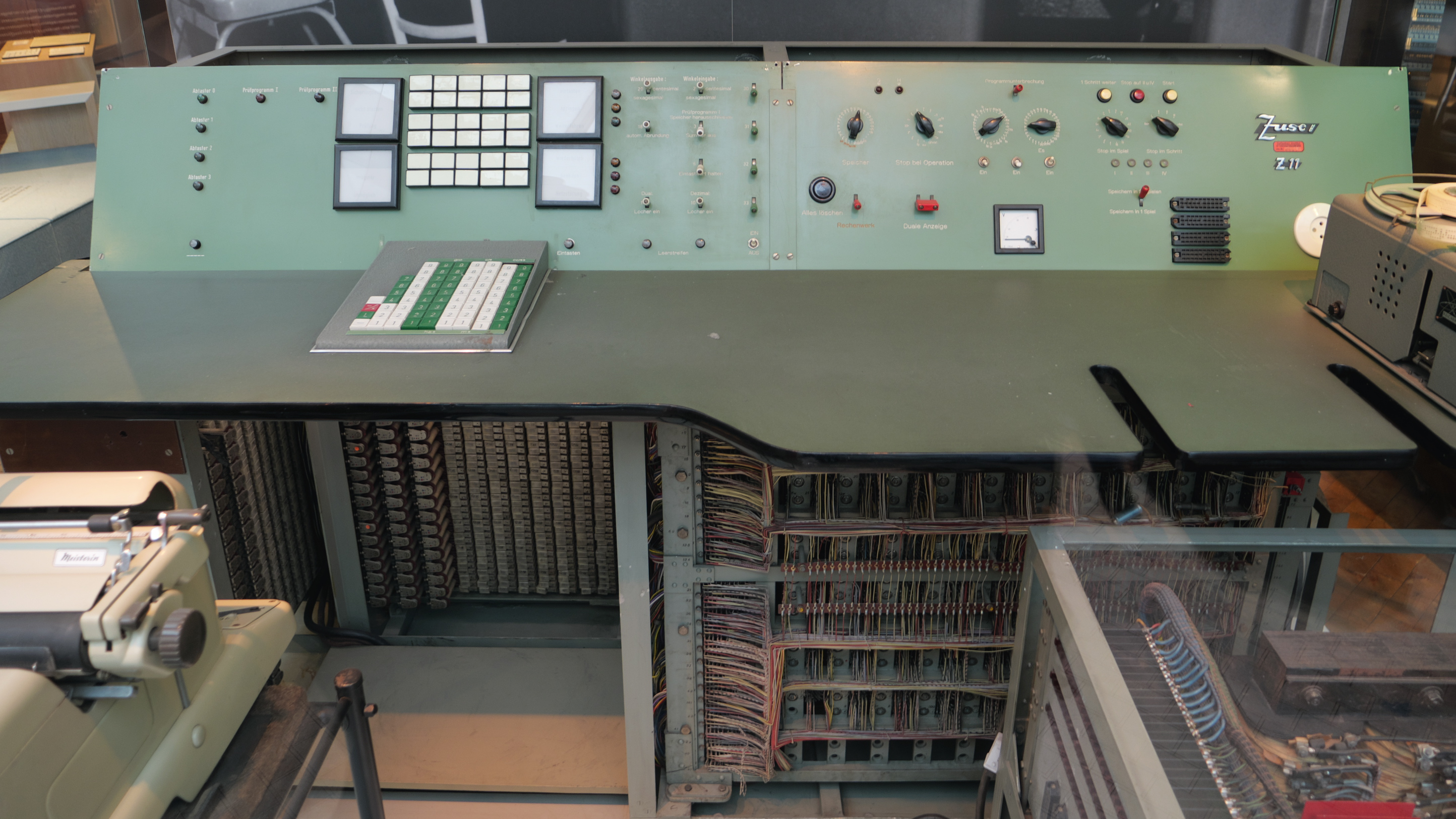
Zuse Z11 des Optischen Instituts der Technischen Universität Berlin im Deutschen Technikmuseum in Berlin

Auch wenn die Z11 hauptsächlich für den Deutschen Markt entwickelt wurde, wurden auch mehrere Exemplare nach Österreich, sowie einzelne nach Prag, Přerov und Tokio, geliefert. Eingesetzt wurde sie in verschiedenen Flurbereinigungsämtern, beispielsweise Bamberg, Düsseldorf und München. Später kamen auch Stadt- und Landesvermessungsämter hinzu. Weitere wichtige Kunden kamen aus der optischen Industrie, wie zum Beispiel das Agfa-Camerawerk in München, das Zeiss-Unternehmen oder das Optische Institut der TU Berlin, wo die Z11 von Hermann Slevogt für optische Berechnungen eingesetzt wurde.